# Dispensation (médecine)
Pour les articles homonymes, voir Dispensation.
En médecine ou pharmacie, le terme « dispensation » (ou dispense) est parfois employé pour désigner l'ensemble des actes qu'un professionnel de santé habilité (le plus souvent pharmacien, mais aussi parfois médecin ou infirmier) effectue dans le contexte de la distribution d'un médicament à une personne ou à un groupe de personnes.
La dispensation concerne l'analyse pharmaceutique, clinique et médicolégale : la vérification des indications et des objectifs de la médication, la vérification d'éventuelles interactions médicamenteuses, la vérification de l'identité de la personne à qui est destinée le médicament, la validité/habilitation du prescripteur, la validité du document de prescription. Selon les lois nationales en rapport avec la santé, la responsabilité de la personne dispensant le médicament est engagée au niveau civil ou pénal, même si la dispensation est effectuée sur ordonnance médicale. En effet, le dispensateur ne doit pas délivrer le médicament s'il estime que celui-ci n'est pas dans l'intérêt du patient.
La dispensation concerne également l'éducation thérapeutique du patient, le conseil, l'évaluation de l'efficacité de la médication et la surveillance des effets indésirables.
En France, comme dans de nombreux pays, la dispensation est un acte pharmaceutique, réservé aux spécialistes du médicament, les pharmaciens (monopole pharmaceutique).
Il existe cependant quelques exceptions au monopole pharmaceutique, autorisant les médecins, les infirmiers, les vétérinaires, et les opticiens à dispenser une liste très restreinte de médicaments.